# Lista revoltelor țărănești
Aceasta este o listă cronologică a conflictelor în care țăranii au jucat un rol semnificativ.

## Context
Istoria războaielor țărănești se întinde pe o perioadă de peste două mii de ani. Printre varietatea care au cauzat apariția fenomenului revoltei țărănești se află:
- Rezistența fiscală
- Inegalitate socială
- Război religios
- Eliberare națională
- Rezistența împotriva iobăgiei
- Redistribuirea terenurilor
- Factori externi, cum ar fi ciuma și foamete

Mai târziu, revoltele țărănești, precum Rebeliunea din Telangana, au fost influențate și de ideologiile socialiste agrare.
Majoritatea rebeliunilor țărănești s-au încheiat prematur și nu au reușit. Țăranii au suferit din cauza fondurilor limitate și nu aveau capacitatea de formare și organizare a armatelor profesioniste.

## Listă cronologică
Lista conține numele, data, aliații țărănești și dușmanii și rezultatul acestor conflicte după această legendă:
      Victoria țăranilor
      Înfrângerea țăranilor
      Alt rezultat (ex un tratat sau pace fără un rezultat clar, „status quo ante bellum”, rezultat necunoscut sau indecis)
      Conflict în curs
| Data                     | Conflict                                                                   | Stare | Țărani | Rezultat | Imagine | Referințe     |  |
| ------------------------ | -------------------------------------------------------------------------- | --- | --- | --- | ------- | ------------- |  |
| 209–206 BC               | Revolta Anti-Qin (inclusiv Razboiul Dazexiang)                             | Dinastia Qin | Țăranii sub mai mulți lideri rebeli, inclusiv Chen Sheng, Wu Guang, Xiang Yu și Liu Bang                         | Dispariția Qin |         | [ 4 ]         |  |
| 205–186 BC               | Mare revoltă a egiptenilor                                                 | Regatul Ptolemeic | Nativi țărani egipteni și soldați sub faraonii secesioniști Hugronaphor si Ankhmakis                             | Suprimarea răzvrătirii |         | [ 5 ]         |  |
| 17–25                    | Lülin                                                                      | Dinastia Xin | Rebeli Lulin | Colapsul dinastiei Xin; ascensiunea liderului rebel Liu Xiu după luptele dintre forțele Lülin                                                                          |         |               |  |
| 17–27                    | Sprâncenele Roșii                                                          | Dinastia Xin | Rebelii Sprâncenele Roșii                                                                                        | Obiectivul rebeliunii a fost parțial realizat, dar eventuala înfrângere a mișcării Liu Xiu                                                                             |         |               |  |
| 172–173                  | Războiul bucolic                                                           | Imperiul Roman | Egiptenii țărani sub Isidor                                                                                      | Suprimarea răzvrătirii |         | [ 6 ]         |  |
| 184–205                  | Revolta turbanelor galbene                                                 | Dinastia Han | Rebelii turbanului galben                                                                                        | Suprimarea răzvrătirii, deși dinastia Han este puternic slăbită |         | [ 7 ]         |  |
| 185–205                  | Mișcarea Bandiții Heishan                                                  | Dinastia Han | Confederația bandiților Munții Taihang forțele Gongsun Zan                                                       | Suprimarea răzvrătirii, deși dinastia Han este puternic slăbită |         |               |  |
| Secolul III-V            | Bagaudae                                                                   | Imperiul Roman | Bagaudae Suebi                                                                                                   | Obține controlul asupra unui anumit teritoriu; la sfârșitul colapsului general al Imperiului Roman                                                                     |         |               |  |
| Sfârșitul secolului IV-V | Circumcellioni                                                             | Imperiul Roman (până 435) Biserica Catolică (până 435) Regatul Vandal (din 435) proprietari Africani                                              | Țărani romani și Berber Autoritățile Donatiste Armata războinică Romană sub Gildo (în 398)                       | Sfârșitul dominației romano-catolice în Africa, dar suprimarea revoltei de către vandali și autoritățile ariene.                                                       |         | [ 8 ]         |  |
| 611–619                  | Rebeliuni anti-Sui                                                         | Dinastia Sui | Țărani sub mai mulți lideri rebeli Forțele militare dezertoare sub mai mulți generali, oficiali și nobili rebeli | Colapsul dinastiei Sui; ascensiunea liderului rebel Li Yuan după ce a luptat printre forțele rebele                                                                    |         |               |  |
| 841–843                  | Răscoala Stellinga                                                         | Nobilimea saxonă Armata francilor sub Ludovic Germanul                                                                                            | Stellinga | Suprimarea răzvrătirii |         |               |  |
| 859–860                  | Revolta lui Ch'iu Fu                                                       | Dinastia Tang | Țărani chinezi și bandiți sub ch'iu Fu                                                                           | Suprimarea răzvrătirii, deși dinastia Tang este puternic slăbită |         | [ 9 ]         |  |
| 874–878                  | Răzvrătirea lui Wang Xianzhi                                               | Dinastia Tang | Chinese peasants and bandits under Wang Xianzhi and Shang Junzhang                                               | Suprimarea răzvrătirii, deși dinastia Tang este puternic slăbită |         | [ 10 ]        |  |
| 875–884                  | Revolta lui Huang Chao                                                     | Dinastia Tang | Țărani chinezi și bandiți sub Huang Chao                                                                         | Suprimarea răzvrătirii, deși dinastia Tang este puternic slăbită |         | [ 11 ]        |  |
| 928–932                  | Rebeliuni Basil Mână de cupru                                              | Imperiul Bizantin | Țărani sub Basil Mână de cupru                                                                                   | Suprimarea răzvrătirii |         | [ 12 ]        |  |
| 993–995                  | Revolta Da Shu în Sichuan                                                  | Dinastia Song | Țărani sub Wang Xiaobo și Li Shun                                                                                | Suprimarea răzvrătirii |         | [ 13 ]        |  |
| 996                      | Revolta Țăranilor în Normandia                                             | Normandia sub Rodulf de Ivry și Richard II, Duce de Normandia                                                                                     | țărani normanzi                                                                                                  | Suprimarea răzvrătirii |         | [ 14 ]        |  |
| 1277–1280                | Revolta lui Ivailo                                                         | Nobilimea bulgară Imperiul Bizantin Hoarda de Aur                                                                                                 | Țărani sub Ivailo                                                                                                | Uciderea lui Ivailo |         | [ 15 ]        |  |
| 1323–1328                | Revolta țărănească în Flandra                                              | Regatul Franței | Țăranii flamanzi                                                                                                 | Suprimarea răzvrătirii |         |               |  |
| 1343–1345                | Răscoala țărănească din noaptea de Sfântul Gheorghe                        | Ordinul Teutonic Regatul Danemarcei | Țăranii estonieni                                                                                                | Suprimarea răzvrătirii |         | [ 16 ]        |  |
| 1351–1368                | Rebeliunea Turbanului Roșu                                                 | Dinastia Yuan Dinastia Goryeo | Armatele Turbanelor Roșii și ale membrilor Lotusului Alb, Maniheism și țăranii chinezi                           | Căderea dinastiei yuan și retragerea mongolilor în Mongolia ca dinastia Yuanului de Nord; ascensiunea liderului rebel Zhu Yuanzhang după luptele dintre forțele rebele |         |               |  |
| 1358                     | Jacqueria                                                                  | Regatul Franței | Țăranii francezi                                                                                                 | Suprimarea răzvrătirii |         |               |  |
| 1381                     | Răscoala țăranilor                                                         | Regatul Angliei | Țărani englezi                                                                                                   | Suprimarea răzvrătirii |         |               |  |
| 1382                     | Harelle                                                                    | Regatul Franței | Țăranii francezi                                                                                                 | Suprimarea răzvrătirii |         | [ 17 ]        |  |
| 1401–1404, 1409          | Revoltele samogitiene                                                      | Ordinul Cavalerilor Teutoni Adepții lui Švitrigaila                                                                                               | Țărani Samogitieni Marele Ducat al Lituaniei Regatul Poloniei                                                    | Scopul revoltei a fost în mare parte realizat, deși disputele asupra Samogitia continuă până în 1422                                                                   |         |               |  |
| 1428                     | Revolta Shōchō                                                             | Șogunatul Ashikaga | Țăranii japonezi                                                                                                 | Datoriile țăranilor au fost anulate. |         |               |  |
| 1437                     | Răscoala de la Bobâlna                                                     | Regatul Ungariei | Țăranii transilvăneni                                                                                            | Suprimarea răzvrătirii |         |               |  |
| 1438                     | Revolta Hallvard Graatop                                                   | Uniunea Kalmar | Rebelii norvegieni                                                                                               | Suprimarea răzvrătirii |         |               |  |
| 1441                     | Revolta Kakitsu                                                            | Șogunatul Ashikaga | Ligile țăranilor Do-ikki și jizamurai                                                                            | Datoriile țărănești anulate, șogunatul Ashikaga este puternic slăbit.                                                                                                  |         | [ 18 ]        |  |
| 1441                     | Rebeliunile țărănești Funen și Jutland                                     | Regatul Danemarcei | Țăranii danezi                                                                                                   | Suprimarea răzvrătirii |         |               |  |
| 1450                     | Revolta Jack Cade                                                          | Regatul Angliei | Țărani englezi                                                                                                   | Suprimarea răzvrătirii |         | [ 19 ]        |  |
| 1450–1451                | Revolta lui John și William Merfold                                        | Regatul Angliei | Țărani englezi                                                                                                   | Suprimarea răzvrătirii |         | [ 20 ]        |  |
| 1453–1454                | Revolta Morea din 1453-1454                                                | Despotatul Morea Imperiul Otoman | Țărani greci sub Manuel Kantakouzenos Albanezi sub Peter Bua Loialiști latini sub John Asen Zaccaria             | Suprimarea răzvrătirii |         | [ 21 ]        |  |
| 1462–1472, 1485–1486     | Războiul Remences                                                          | Constituționaliștii (1462-1472) și nobilimea catalană (1462–1472) Coroana de Aragon (1485–1486)                                                   | Catalan peasants Regaliști sub Ioan al II-lea al Aragonului (1462–1472)                                          | Scopul răzvrătirii a fost în mare parte realizat, Sentència de Guadalupe a semnat                                                                                      |         | [ 22 ]        |  |
| 1478                     | Revolta țărănească din Carintia                                            | Sfantul Imperiu Roman | Țărani din Carintia                                                                                              | Suprimarea răzvrătirii |         | [ 23 ]        |  |
| 1482–1511                | Răscoala Yamashiro                                                         | Șogunatul Ashikaga | Liga țărănească Yamashiro Clanul Hatakeyama Clanul Hosokawa Clanul Ōuchi                                         | Cele mai multe ikki se supun șogunatului în 1493, deși continuă să mențină autonomia până la dizolvarea treptată a mișcării                                            |         | [ 24 ]        |  |
| 1487–1488                | Rebelinuea Kaga                                                            | Clanul Togashi | Ikkō-ikkiMotoori clanYamagawa clan                                                                               | O victorie decisivă pentru Ikkō-ikki. |         | [ 25 ]        |  |
| 1488–1582                | Răscoalele Ikkō-ikki                                                       | Mai multe clanuri de samurai (inclusiv Clanul Oda și Clanul Tokugawa) secta Nichiren Tendai sōhei Jōdo-shū sōhei                                  | Țăranul Ikkō-shū și ligile ji-samurai Jōdo Shinshū sōhei Clanul Mōri Clanul Azai Clanul Asakura                  | Distrugerea celor mai militante ligi Ikkō-shū; Secta Jōdo Shinshū și rămășițele Ikkō-ikki supuse Toyotomi Hideyoshi                                                    |         | [ 26 ]        |  |
| 1498–1878                | Mișcarea Oprișki                                                           | Regatul Poloniei Sfântul Imperiu Roman | Țăranii ucraineni                                                                                                | Suprimarea mișcării |         |               |  |
| 1511                     | Revolta Friuliană                                                          | Republica Veneția | Țăranii friulieni                                                                                                | Suprimarea răzvrătirii |         |               |  |
| 1514                     | Rebeliunea Săracul Conrad                                                  | Ducatul din Württemberg | Țărani Württemberg                                                                                               | Suprimarea răzvrătirii |         | [ 27 ]        |  |
| 1514                     | Răscoala lui Gheorghe Doja                                                 | Regatul Ungariei | Țărani maghiari                                                                                                  | Suprimarea răzvrătirii |         | [ 28 ]        |  |
| 1515                     | Răzbunarea Țăranului Sloven                                                | Sfântul Imperiu Roman | Țăranii sloveni                                                                                                  | Suprimarea răzvrătirii |         | [ 29 ]        |  |
| 1515–1523                | Reflectarea țărănească friiană                                             | Habsburg Olanda | Arumer Zwarte Hoop Carol al II-lea, Duce de Ducatul Geldern                                                      | Suprimarea răzvrătirii |         |               |  |
| 1516–1521                | Rebeliunea Trần Cao                                                        | Dinastia Lê | Vietnamezi țărani sub Trần Cảo și Trần Cung                                                                      | Suprimarea răzvrătirii, deși dinastia Lê este puternic slăbită |         | [ 30 ]        |  |
| 1524–1525                | Războiul Țărănesc German                                                   | Liga Șvabă | Țăranii germani                                                                                                  | Suprimarea răzvrătirii |         |               |  |
| 1524–1533                | Rebeliunea Dalecarlian                                                     | Suedia | Țărani Dalarna                                                                                                   | Suprimarea răzvrătirii |         |               |  |
| 1525                     | Războiul Țăranilor Palatini                                                | Palatul electoral | Palatele țăranilor                                                                                               | Suprimarea răzvrătirii |         |               |  |
| 1534                     | Rebeliunea Căpitanului Clement                                             | Christian al III-lea Regatul Danemarcei | Țărani danezi sub Căpitanul Clement Christian al II-lea                                                          | Suprimarea răzvrătirii |         |               |  |
| 1540                     | Răzvrătirea țăranului din Telemark                                         | Danemarca–Norvegia | Țărani norvegieni                                                                                                | Suprimarea răzvrătirii |         |               |  |
| 1542–1543                | Războiul Dacke                                                             | Suedia | Țărani Småland                                                                                                   | Suprimarea răzvrătirii |         | [ 31 ]        |  |
| 1549                     | Rebeliunea lui Kett                                                        | Regatul Angliei | Țărani englezi                                                                                                   | Suprimarea răzvrătirii |         |               |  |
| 1573                     | Revolta țărănească croato-slovenă                                          | Sfântul Imperiu Roman Regatul Croației | Țăranii sloveni Țărani croați                                                                                    | Suprimarea răzvrătirii |         | [ 32 ]        |  |
| 1596–1597                | Războiul ciomegelor                                                        | Suedia | Țărani finlandezi                                                                                                | Suprimarea răzvrătirii |         | [ 33 ]        |  |
| 1606–1607                | Rebeliunea Bolotnikov                                                      | Țaratul Rusiei | Țăranii ruși | Suprimarea răzvrătirii |         |               |  |
| 1626–1636                | Războiul Țăranilor din Austria Superioară                                  | Electoratul din Bavaria | Țăranii austrieci                                                                                                | Suprimarea răzvrătirii |         | [ 34 ]        |  |
| 1630–1645                | Răzbunarea lui Li Zicheng                                                  | Dinastia Ming (1630–1644) Dinastia Qing (1644–1645)                                                                                               | Țăranii sub Li Zicheng, Gao Guiying și alți generali ai Dinastia Shun                                            | Colapsul dinastiei Ming, dar suprimarea răzvrătirii dinastiei Qing |         |               |  |
| 1630–1647                | Răzbunarea lui Zhang Xianzhong                                             | Dinastia Ming (1630–1644) Dinastia Qing (1644–1647)                                                                                               | Țărani și bandiți sub Zhang Xianzhong                                                                            | Colapsul dinastiei Ming, dar suprimarea răzvrătirii dinastiei Qing |         | [ 35 ]        |  |
| 1637–1638                | Rebeliunea Shimabara                                                       | Șogunatul Tokugawa Imperiul Olandez | Țăranii creștini și rōnin                                                                                        | Suprimarea răzvrătirii |         | [ 36 ]        |  |
| 1651                     | Revolta Kostka-Napierski                                                   | Uniunea statală polono-lituaniană | Țăranii polonezi                                                                                                 | Suprimarea răzvrătirii |         | [ 37 ]        |  |
| 1652                     | Rebeliunea Guo Huaiyi                                                      | Compania Olandeză a Indiilor de Est Popoarele indigene din Taiwan                                                                                 | țărani chinezi                                                                                                   | Suprimarea răzvrătirii |         |               |  |
| 1653                     | Războiul țărănesc elvețian din 1653                                        | Republica Elvețiană | țărani elvețieni                                                                                                 | Suprimarea răzvrătirii |         | [ 38 ]        |  |
| 1667–1671                | Rebeliune Stepan Razin                                                     | Țaratul Rusiei | Țăranii ruși Cazaci de pe Don                                                                                    | Suprimarea răzvrătirii |         | [ 39 ]        |  |
| 1669–1670                | Răscoala țărănească din Podhale                                            | Uniunea statală polono-lituaniană | Țăranii polonezi                                                                                                 | Suprimarea răzvrătirii |         | [ 40 ]        |  |
| 1704                     | Răzvrătirea lui Kuridza                                                    | Republica Veneția | Țăranii ortodocși                                                                                                | Suprimarea răzvrătirii |         |               |  |
| 1705–1706                | Revolta populară bavareză                                                  | Monarhia habsburgică | țărani bavarezi                                                                                                  | Suprimarea răzvrătirii |         |               |  |
| 1707–1708                | Rebeliunea Bulavin                                                         | Țaratul Rusiei | Țăranii ruși Cazaci de pe Don                                                                                    | Suprimarea răzvrătirii |         |               |  |
| 1730–1769                | Revolte țărănești pentru restaurarea dinastiei Lê și a reformelor funciare | Lorzii Trịnh Lorzii Nguyễn | Țărani vietnamezi Dinastia Lê                                                                                    | Suprimarea răzvrătirilor și eventuala prăbușire a dinastiei Lê și începutul Revolta Tây Sơn                                                                            |         |               |  |
| 1768–1769                | Kolivșcina                                                                 | Uniunea statală polono-lituaniană Imperiul Rus | Haidamaka | Suprimarea răzvrătirilor |         |               |  |
| 1769–1788                | Revolta Tây Sơn                                                            | Lorzii Nguyễn (până 1776) Forțele Nguyễn Ánh (din 1776) Lorzii Trịnh (până 1786) Siam (in 1785) Dinastia Lê (1786-1788) Dinastia Qing (1787-1788) | Dinastia Tây Sơn                                                                                                 | Obiectivul rebeliunii realizate; reunificarea Vietnamului și introducerea reformelor funciare în timpul dinastiei Tây Sơn                                              |         |               |  |
| 1773–1775                | Revolta lui Pugaciov                                                       | Imperiul Rus | Țăranii ruși Cazaci de pe Ural Bașchiri                                                                          | Suprimarea răzvrătirii |         | [ 41 ]        |  |
| 1784                     | Răscoala lui Horea, Cloșca și Crișan                                       | Imperiul Austriac | Țăranii români                                                                                                   | Suprimarea răzvrătirii |         | [ 42 ]        |  |
| 1786–1787                | Revolta Shays                                                              | Statele Unite | Fermierii americani                                                                                              | Suprimarea răzvrătirii |         |               |  |
| 1790                     | Revolta Țăranilor Săraci                                                   | Saxonia | Țăranii saxoni                                                                                                   | Suprimarea răzvrătirii |         | [ 43 ]        |  |
| 1793–1796                | Război în Vendée                                                           | Republica Franceză | Armata Catolică și Regală Rebeli Chouan Emigrant Marea Britanie                                                  | Suprimarea răzvrătirii |         |               |  |
| 1793–1804                | Chouannerie                                                                | Republica Franceză | Rebeli Chouan Armata Catolică și Regală Emigrant Marea Britanie                                                  | Suprimarea răzvrătirii |         |               |  |
| 1794                     | Insurecția lui Kościuszko                                                  | Imperiul Rus Regatul Prusiei Loialiști polonezi                                                                                                   | Nobilimea naționalistă poloneză Țăranii polonezi Polonezii Jacobini                                              | Suprimarea răzvrătirii |         | [ 44 ]        |  |
| 1794–1804                | Rebeliunea Lotusului Alb                                                   | Dinastia Qing | Rebeli Lotus Alb                                                                                                 | Suprimarea răzvrătirii |         |               |  |
| 1798                     | Războiul țăranilor                                                         | Republica Franceză | Țăranii din țările mici                                                                                          | Suprimarea răzvrătirii |         | [ 45 ]        |  |
| 1809                     | Rebeliunea Tiroleză                                                        | Imperiu Francez Bavaria Saxonia Regatul Italiei (napoleonian)                                                                                     | țărani tirolezi Austria                                                                                          | Suprimarea răzvrătirii |         |               |  |
| 1809                     | Revolta lui Gottscheer din 1809                                            | Primul Imperiu Francez | Țărani germani gottscheere Țăranii sloveni                                                                       | Suprimarea răzvrătirii |         |               |  |
| 1834–1835                | Revolta țărănească siriană (1834-35)                                       | Egiptul Otoman | țărani arabi | Suprimarea răzvrătirii |         | [ 46 ]        |  |
| 1846                     | Răscoala din Galiția                                                       | Imperiul Austriac | Țăranii polonezi                                                                                                 | Înăbușirea răscoalei de către autoritățile austriece și ulterior, după doi ani, abolirea iobăgiei în Galiția și Lodomeria.                                             |         | [ 47 ]        |  |
| 1850–1864                | Rebeliunea Taiping                                                         | Dinastia Qing | Regatul Ceresc Taiping                                                                                           | Suprimarea răzvrătirii |         |               |  |
| 1858                     | Războiul Mahtra                                                            | Rusia | Țăranii estonieni                                                                                                | Suprimarea răzvrătirii |         | [ 48 ]        |  |
| 1862                     | Marea revoltă a țăranului din 1862                                         | Dinastia Joseon | Țăranii coreeni                                                                                                  | Suprimarea răzvrătirii |         |               |  |
| 1884                     | Incidentul Chichibu                                                        | Japonia | Țăranii japonezi                                                                                                 | Suprimarea răzvrătirii |         |               |  |
| 1894–1895                | Revoluția Țărănescă Donghak                                                | Japonia Dinastia Joseon | Țăranii coreeni                                                                                                  | Suprimarea răzvrătirii |         |               |  |
| 1896–1897                | Războiul din Canudos                                                       | Prima Republică Braziliană | Locuitorii Canudos                                                                                               | Suprimarea răzvrătirii |         |               |  |
| 1905–1908                | Rebeliunea Maji Maji                                                       | Africa Orientală Germană | Oamenii din Matumbi, Oameni din Ngoni și alți Tanganyika                                                         | Suprimarea răzvrătirii |         | [ 49 ]        |  |
| 1907                     | Răscoala Țărănească din 1907                                               | Regatul României | Țăranii români                                                                                                   | Suprimarea răzvrătirii |         |               |  |
| 1911                     | Răscoala țărănească din estul provinciei Henan                             | Dinastia Qing | Sociteatea Nisipului Galben                                                                                      | Suprimarea răzvrătirii |         | [ 50 ] [ 51 ] |  |
| 1913                     | Revolta țărănească în nordul Shaanxi                                       | Republica Chineză | Chinezii cultivatori de mac și bandiți sub conducerea unui lider de sectă                                        | Răspândirea revoltei; campania de eradicare a plantelor de mac se opri                                                                                                 |         | [ 52 ]        |  |
| 1914                     | Revolta Țărănească din Albania                                             | Principatul Albaniei Miliția Catolică | țărani musulmani                                                                                                 | Suprimarea răzvrătirii |         |               |  |
| 1916                     | Revolta din Asia Centrală din 1916                                         | Imperiul Rus | Țărani kârgâz și kazahi                                                                                          | Suprimarea răzvrătirii |         | [ 53 ]        |  |
| 1917                     | Revoluția din Octombrie                                                    | Rusia | Țăranii și muncitorii ruși                                                                                       | Începutul Războiul Civil Rus |         |               |  |
| 1918                     | Răscoala Arsk                                                              | RSFS Rusă | Țărani tătari | Suprimarea răzvrătirii |         |               |  |
| 1919–1922                | Rebeliunea „Chu al IX-lea” (Ming pretendent)                               | Republica Chineză | Societatea Nisipului Galben                                                                                      | Suprimarea răzvrătirii |         | [ 54 ]        |  |
| 1920                     | Pitchfork uprising                                                         | Republica Sovietică Federativă Socialistă Rusă | Rebelii „Black Eagle”                                                                                            | Suprimarea răzvrătirii |         |               |  |
| 1920–1921                | Rebeliunea Tambov                                                          | Republica Sovietică Federativă Socialistă Rusă | Armatele verzi                                                                                                   | Suprimarea răzvrătirii |         |               |  |
| 1921                     | Revolta țărănească a lui Sorokino                                          | Republica Sovietică Federativă Socialistă Rusă | Țăranii ruși și veteranii Armatei Albe                                                                           | Suprimarea răzvrătirii |         |               |  |
| 1921                     | Rebeliunea Malabar                                                         | India | țărani indieni                                                                                                   | Suprimarea răzvrătirii |         | [ 55 ]        |  |
| 1924                     | Răzbunarea lui „Wang al șaselea” (Ming pretendent)                         | Republica Chineză | adepții lui Wang                                                                                                 | Suprimarea răzvrătirii |         | [ 54 ]        |  |
| 1925                     | Răzvrătirea lui Chu Hung-teng (Ming pretendent)                            | Republica Chineză | Societatea Cerească a Porții                                                                                     | Suprimarea răzvrătirii |         | [ 56 ]        |  |
| 1927                     | Revolta Recoltei de Toamnă                                                 | Republica Chineză | Sovieticul hunan                                                                                                 | Suprimarea răzvrătirii |         |               |  |
| 1928–1929                | Societatea Lăncii Roșii                                                    | Republica Chineză | Societatea Lăncii Roșii                                                                                          | Suprimarea răzvrătirii |         | [ 57 ]        |  |
| 1932                     | Masacrul țăranului salvadorieni                                            | El Salvador | Țăranii salvadorieni                                                                                             | Suprimarea răzvrătirii |         |               |  |
| 1932                     | Răscoala lui Lesko                                                         | Polonia | Țăranii polonezi                                                                                                 | Suprimarea răzvrătirii |         | [ 58 ]        |  |
| 1932                     | Răscoala țărănească împotriva colectării taxei pe mac în Județul Su        | Republica Chineză Membri Kuomintang și mica nobilime                                                                                              | Fermierii chinezi de mac și mica nobilime sub Wang Xiaobai și Ma Fengshan                                        | Suprimarea răzvrătirii |         | [ 59 ]        |  |
| 1932                     | Răscoala țărănească împotriva colectării taxei pe mac în județul Lingbi    | Republica Chineză | Chinezii cultivatori de mac sub conducerea lui Tian Xuemin                                                       | Obiectivul rebeliunii realizate |         | [ 60 ]        |  |
| 1936                     | Rebeliunea Districtul Miyun                                                | Guvernul Autonom Est Hebei · Imperiul Japonez | Societatea Nisipului Galben                                                                                      | Suprimarea răzvrătirii |         | [ 61 ] [ 62 ] |  |
| 1944                     | Revolta țărănească din Județul Beichuan                                    | Republica Chineză | Fermieri chinezi de mac din Xiaoyuan și Houyuan                                                                  | Obiectivul rebeliunii realizate |         | [ 63 ]        |  |
| 1946–1951                | Mișcarea Tebhaga                                                           | proprietarii Bengal | Țărani bengalezi (Toată India, Kisan Sabha) Partidul Comunist din India                                          | Scopul rebeliunii parțial realizat |         | [ 64 ]        |  |
| 1946–1951                | Rebeliunea Telangana                                                       | Razakars Proprietarii din Hyderabad Statul Hiderabade                                                                                             | Țărani Hiderabade (Andhra Mahasabha) Partidul Comunist din India                                                 | Obiectivul rebeliunii realizate |         | [ 65 ]        |  |
| 1947-1954                | Rebeliunea Hukbalahap                                                      | Format:Country data Rebeliunea Hukbalahap | Țăranii filipinezi (Hukbalahap)                                                                                  | Suprimarea răzvrătirii |         | [ 66 ]        |  |
| 1950                     | Rebeliunea Cazin                                                           | Iugoslavia | Țăranii iugoslavi                                                                                                | Suprimarea răzvrătirii |         | [ 67 ]        |  |
| 1952–1960                | Revolta Mau Mau                                                            | Colonia și protectoratul Kenyei | Fermierii Kikuyu                                                                                                 | Suprimarea răzvrătirii |         |               |  |
| 1959–1965                | Răscoala Escambray                                                         | Cuba | țărani cubanezi loialiști Batista DRE United States                                                              | Suprimarea răzvrătirii |         |               |  |
| 1968–1969                | Agbekoya                                                                   | Nigeria | Țărani din Yoruba                                                                                                | Obiectivul rebeliunii realizate |         |               |  |
| 1970                     | Răzbunarea țărănească din 1970 în Thailanda                                | Thailanda | Țărani thailandezi                                                                                               | Liderii țărăniști asasinați |         |               |  |
| 1975–1991                | Revoltele din Tigray și Eritreea; parte a Războiul civil din Etiopia       | Etiopia | țărani din Eritreea și Tigray                                                                                    | Doborârea Derg ; Independența Eritrei |         | [ 68 ]        |  |
| 1994                     | Răzbunarea din Zapatista                                                   | Mexic | Meșteri țărani mexicani indigeni                                                                                 | Încetare a focului |         |               |  |